# 兵庫県佐用郡佐用町・宍粟市三土中学校事務組合立三土中学校
兵庫県佐用郡佐用町・宍粟市三土中学校事務組合立三土中学校（ひょうごけんさようぐんさようちょう・しそうしみつちちゅうがっこうじむくみあいりつ みつち ちゅうがっこう）は兵庫県佐用郡佐用町に所在した公立（佐用町と宍粟市を組合員とする組合立）中学校。

## 沿革
- 1947年（昭和22年）4月20日 - 学制改革に伴い、三河中学校と土万中学校がそれぞれ三河小学校と土万小学校に併設
- 1951年（昭和26年）
  - 3月20日 - 統一校舎落成、生徒収容
  - 5月20日 - 組合立三土中学校開校
- 2005年（平成17年）4月1日 - 山崎町が合併により宍粟市となったことに伴い、兵庫県佐用郡南光町・宍粟市三土中学校事務組合立三土中学校に改称
- 2005年（平成17年）10月1日 - 南光町が合併により佐用町となったことに伴い現校名に改称
- 2015年（平成27年）3月 - 組合を解散し、閉校。宍粟市域の校区の生徒は宍粟市立山崎西中学校へ、佐用町域の校区の生徒は佐用町立上津中学校へ統合。

閉校後の跡地は、佐用町とIDECが共同で設立した「佐用まなび舎農園」となっている。

## 部活動
- 女子バレーボール部
- 男子卓球部
- 女子卓球部
- 吹奏楽部

## 学区
以下の2小学校区
- 佐用町立三河小学校
- 宍粟市立土万小学校（平成26年3月に閉校、令和3年現在は宍粟市立山崎西小学校区となっている）

## アクセス
バス
- 神姫バス「三土中学校前」よりすぐ。

自動車
- 佐用IC・山崎ICから約20分。